# 森岡孝二
森岡 孝二（もりおか こうじ、1944年3月24日 - 2018年8月1日）は、日本の経済学者。関西大学名誉教授。元経済理論学会代表幹事。
専門は、経済理論・企業社会論・株式会社論・労働時間論。学位は、経済学博士（京都大学・論文博士・1988年）。

## 来歴
大分県生まれ。香川大学経済学部卒業、1969年に京都大学大学院博士課程退学。1988年に学位論文「独占資本主義の解明 : 予備的研究」で京都大学より論文博士として経済学博士の学位を取得（学位授与番号：乙第6662号）。
大阪外国語大学助手・講師、関西大学経済学部講師・助教授を経て、1983年から同大教授。1998年に経済理論学会代表幹事。2013年定年退職。
2018年8月1日、心不全により死去。74歳没。

## 著書

### 単著
- 『独占資本主義の解明：予備的研究』（新評論, 1979年／増補新版, 1987年）
- 『現代資本主義分析と独占理論』（青木書店, 1982年）
- 『企業中心社会の時間構造：生活摩擦の経済学』（青木書店, 1995年）
- 『粉飾決算』（岩波書店［岩波ブックレット］, 2000年）
- 『日本経済の選択：企業のあり方を問う』（桜井書店, 2000年）
- 『働きすぎの時代』（岩波書店［岩波新書］, 2005年）
- 『強欲資本主義の時代とその終焉』（桜井書店 , 2010年）
- 『雇用身分社会』（岩波書店［岩波新書］, 2015年）

### 共著
- （川人博・鴨田哲郎）『これ以上、働けますか？：労働時間規制撤廃を考える』（岩波書店［岩波ブックレット］, 2006年）
- （若森章孝・小池渺）『入門・政治経済学』（ミネルヴァ書房, 2007年）

### 編著
- 『勤労者の日本経済論：構造転換と中小企業』（法律文化社, 1986年）
- 『現代日本の企業と社会：人権ルールの確立をめざして』（法律文化社, 1994年）
- 『激論!企業社会：学生フォーラム・過労死と働き方を考える』（岩波書店［岩波ブックレット］, 1995年）
- 『格差社会の構造：グローバル資本主義の断層』（桜井書店, 2007年）

### 共編著
- （東井正美）『日本経済へのアプローチ』（ミネルヴァ書房, 1992年）
- （関下稔）『今日の世界経済と日本（1）世界秩序とグローバルエコノミー』（青木書店, 1992年）
- （東井正美）『現代経済を学ぶ』（ミネルヴァ書房, 1997年）
- （池上惇）『日本の経済システム』（青木書店, 1999年）
- （東井正美）『政治経済学へのアプローチ』（ミネルヴァ書房, 2000年）
- （杉浦克己・八木紀一郎）『21世紀の経済社会を構想する：政治経済学の視点から』（桜井書店, 2001年）

### 訳書
- ジュリエット・ショアー『働きすぎのアメリカ人：予期せぬ余暇の減少』（窓社, 1993年）
- ジュリエット・B・ショア『浪費するアメリカ人：なぜ要らないものまで欲しがるか』（岩波書店, 2000年）
- ジル・A・フレイザー『窒息するオフィス：仕事に強迫されるアメリカ人』（岩波書店, 2003年）
- G・M・ホジソン『経済学とユートピア：社会経済システムの制度主義分析』（ミネルヴァ書房, 2004年）
- デイヴィッド・K・シプラー『ワーキング・プア：アメリカの下層社会』（岩波書店, 2007年）